# Division 1 1949-1950
La Division 1 1949-1950 è stata la 12ª edizione della massima serie del campionato francese di calcio, disputato tra il 21 agosto 1949 e il 21 maggio 1950 e concluso con la vittoria del Bordeaux, al suo primo titolo.
Capocannoniere del torneo è stato Jean Grumellon (Rennes) con 25 reti.

## Stagione

### Avvenimenti
Il girone di andata venne dominato dal Lilla, che nelle prime tredici giornate perse solamente due punti con una sconfitta all'ottava, giungendo al giro di boa con un vantaggio di quattro punti sul Tolosa. Tre sconfitte consecutive in apertura del girone di ritorno permisero l'aggancio della capolista da parte del Tolosa e del Bordeaux: inizialmente furono i primi ad avere la meglio, poi alla ventottesima giornata emersero i girondini, che assunsero definitivamente il comando della classifica. Alla terzultima giornata, una sconfitta del Lilla a Sochaux permise ai girondini di mettere le mani sul primo titolo nazionale, divenendo la prima squadra francese a vincere il campionato da neopromossa.
Perdendo all'ultima giornata contro l'Olympique Marsiglia, il Montpellier scese in seconda divisione assieme al Metz, ultimo in solitaria già alla quarta giornata.
Alla fine della stagione il Bordeaux, squadra campione, partecipa alla seconda edizione della Coppa Latina, torneo che mette in competizione le squadre campioni di Francia, Italia, Portogallo e Spagna; il torneo viene disputato tra il 10 e il 18 giugno 1950.

## Classifica finale
|  | Pos. | Squadra             | Pt | G  | V  | N  | P  | GF | GS  | MR    |
|  | ---- | ------------------- | -- | -- | -- | -- | -- | -- | --- | ----- |
|  | 1.   | Bordeaux            | 51 | 34 | 21 | 9  | 4  | 88 | 40  | 2,2   |
|  | 2.   | Lilla               | 45 | 34 | 20 | 5  | 9  | 79 | 44  | 1,795 |
|  | 3.   | Stade Reims         | 44 | 34 | 18 | 8  | 8  | 62 | 47  | 1,319 |
|  | 4.   | Tolosa              | 42 | 34 | 16 | 10 | 8  | 65 | 41  | 1,585 |
|  | 5.   | Nizza               | 39 | 34 | 16 | 7  | 11 | 67 | 52  | 1,288 |
|  | 6.   | Sochaux             | 38 | 34 | 16 | 6  | 12 | 65 | 51  | 1,275 |
|  | 7.   | RC France           | 36 | 34 | 14 | 8  | 12 | 67 | 56  | 1,196 |
|  | 8.   | Olympique Marsiglia | 35 | 34 | 13 | 9  | 12 | 56 | 60  | 0,933 |
|  | 9.   | Rennes              | 34 | 34 | 12 | 10 | 12 | 64 | 58  | 1,103 |
|  | 10.  | Roubaix-Tourcoing   | 33 | 34 | 9  | 15 | 10 | 49 | 46  | 1,065 |
|  | 11.  | Saint-Étienne       | 32 | 34 | 12 | 8  | 14 | 60 | 58  | 1,034 |
|  | 12.  | FC Nancy            | 31 | 34 | 12 | 7  | 15 | 52 | 58  | 0,897 |
|  | 13.  | Strasburgo          | 31 | 34 | 11 | 9  | 14 | 46 | 73  | 0,63  |
|  | 14.  | Sète                | 29 | 34 | 12 | 5  | 17 | 59 | 72  | 0,819 |
|  | 15.  | Lens                | 26 | 34 | 9  | 8  | 17 | 49 | 68  | 0,721 |
|  | 16.  | Stade Français      | 26 | 34 | 9  | 8  | 17 | 51 | 71  | 0,718 |
|  | 17.  | Montpellier         | 23 | 34 | 10 | 3  | 21 | 50 | 87  | 0,575 |
|  | 18.  | Metz                | 17 | 34 | 5  | 7  | 22 | 53 | 100 | 0,53  |

Legenda:
      Campione di Francia
      Retrocesse in Division 2 1950-1951
Note:
Due punti a vittoria, uno a pareggio, zero a sconfitta.

### Squadra campione
| Formazione tipo | Giocatori (presenze)      |
| --- | ------------------------- |
| Depoorter Garriga M'Barek Swiatek Gallice Mérignac Ben Embarek Libar Kargu de Harder Meynieu                                | Gustave Depoorter (33)    |
| Depoorter Garriga M'Barek Swiatek Gallice Mérignac Ben Embarek Libar Kargu de Harder Meynieu                                | Jean Swiatek (21)         |
| Depoorter Garriga M'Barek Swiatek Gallice Mérignac Ben Embarek Libar Kargu de Harder Meynieu                                | Ben Kaddour M'Barek (32)  |
| Depoorter Garriga M'Barek Swiatek Gallice Mérignac Ben Embarek Libar Kargu de Harder Meynieu                                | Manuel Garriga (34)       |
| Depoorter Garriga M'Barek Swiatek Gallice Mérignac Ben Embarek Libar Kargu de Harder Meynieu                                | René Gallice (32)         |
| Depoorter Garriga M'Barek Swiatek Gallice Mérignac Ben Embarek Libar Kargu de Harder Meynieu                                | Georges Mérignac (32)     |
| Depoorter Garriga M'Barek Swiatek Gallice Mérignac Ben Embarek Libar Kargu de Harder Meynieu                                | Édouard Kargu (29)        |
| Depoorter Garriga M'Barek Swiatek Gallice Mérignac Ben Embarek Libar Kargu de Harder Meynieu                                | Guy Meynieu (25)          |
| Depoorter Garriga M'Barek Swiatek Gallice Mérignac Ben Embarek Libar Kargu de Harder Meynieu                                | Mustapha Ben Embarek (23) |
| Depoorter Garriga M'Barek Swiatek Gallice Mérignac Ben Embarek Libar Kargu de Harder Meynieu                                | Bertus de Harder (29)     |
| Depoorter Garriga M'Barek Swiatek Gallice Mérignac Ben Embarek Libar Kargu de Harder Meynieu                                | Camille Libar (27)        |
| Altri giocatori: René Persillon (20), Antoine Rodriguez (13), André Voisambert (2), André Doye (3), Christian Villenave (1) |                           |

## Statistiche

### Squadre

#### Capoliste solitarie
|    | —— | ——    | ——    | ——    | ——    | ——    | ——    | ——    | ——    | ——    | ——    | ——    | ——    | ——    | ——    | ——    | ——    | ——    | ——    | ——    | ——    | ——    | ——  | ——     | ——  | ——  | ——       | ——       | ——       | ——       | ——       | ——       | ——       | —— |  |
|    |    | Lilla | Lilla | Lilla | Lilla | Lilla | Lilla | Lilla | Lilla | Lilla | Lilla | Lilla | Lilla | Lilla | Lilla | Lilla | Lilla | Lilla | Lilla | Lilla | Lilla | Lilla |     | Tolosa |     |     | Bordeaux | Bordeaux | Bordeaux | Bordeaux | Bordeaux | Bordeaux | Bordeaux |    |  |
|    |    |       |       |       |       |       |       |       |       |       |       |       |       |       |       |       |       |       |       |       |       |       |     |        |     |     |          |          |          |          |          |          |          |    |  |
|    |    |       |       |       |       |       |       |       |       |       |       |       |       |       |       |       |       |       |       |       |       |       |     |        |     |     |          |          |          |          |          |          |          |    |  |
| 1ª | 2ª | 3ª    | 4ª    | 5ª    | 6ª    | 7ª    | 8ª    | 9ª    | 10ª   | 11ª   | 12ª   | 13ª   | 14ª   | 15ª   | 16ª   | 17ª   | 18ª   | 19ª   | 20ª   | 21ª   | 22ª   | 23ª   | 24ª | 25ª    | 26ª | 27ª | 28ª      | 29ª      | 30ª      | 31ª      | 32ª      | 33ª      | 34ª      |    |  |

### Primati stagionali
Squadre
- Maggior numero di vittorie: Bordeaux (21)
- Minor numero di sconfitte: Bordeaux (4)
- Migliore attacco: Bordeaux (88)
- Miglior difesa: Bordeaux (40)
- Miglior differenza reti: Bordeaux (+48)
- Maggior numero di pareggi: Roubaix-Tourcoing (15)
- Minor numero di pareggi: Nizza (4)
- Maggior numero di sconfitte: Metz (22)
- Minor numero di vittorie: Metz (5)
- Peggior attacco: Strasburgo (46)
- Peggior difesa: Metz (100)
- Peggior differenza reti: Metz (-47)

### Individuali

#### Classifica marcatori
| Gol |  |  | Giocatore           | Squadra       |
| --- |  |  | ------------------- | ------------- |
| 24  |  |  | Jean Grumellon      | Rennes        |
| 22  |  |  | Jean Baratte        | Lilla         |
| 21  |  |  | Bertus de Harder    | Bordeaux      |
| 19  |  |  | Christian Bottolier | FC Nancy      |
| 18  |  |  | Désiré Carré        | Nizza         |
| 18  |  |  | Henri Fontaine      | Sète          |
| 17  |  |  | Édouard Kargu       | Bordeaux      |
| 17  |  |  | André Strappe       | Lilla         |
| 17  |  |  | Thadée Cisowski     | Metz          |
| 17  |  |  | Marcel Lanfranchi   | Tolosa        |
| 16  |  |  | Karel Michlowski    | Saint-Étienne |
| 15  |  |  | Michel Jacques      | Sochaux       |
| 14  |  |  | Henri Baillot       | Metz          |
| 14  |  |  | Georges Moreel      | RC Paris      |

## Percorso dei club nelle coppe europee
| Club     | Competizione | Risultato | Ultimo avversario         |
| -------- | ------------ | --------- | ------------------------- |
| Bordeaux | Coppa Latina | 2º posto  | Benfica (3-3; 1-2 d.t.s.) |